# Emden Hauptbahnhof
Der Emder Hauptbahnhof liegt im nördlichen Teil der Emslandstrecke Norddeich Mole – Emden – Münster (– Ruhrgebiet). In Emden zweigt die Stichstrecke zum Bahnhof Emden Außenhafen, dem zweiten Personenbahnhof der ostfriesischen Seehafenstadt ab. Der Hauptbahnhof Emden ist betrieblich in die Bahnhofsteile Emden Hauptbahnhof (Hbf) und Emder Rangierbahnhof (Rbf) unterteilt. Im Emder Hauptbahnhof wird der Personenverkehr abgewickelt. Der Emder Rangierbahnhof ist für den Güterverkehr zuständig.

## Lage
Der Hauptbahnhof befindet sich im Nordosten der Stadt Emden. Das Empfangsgebäude liegt am Bahnhofsplatz. Dort befindet sich auch der Zentrale Omnibusbahnhof der Stadt Emden.

## Geschichte

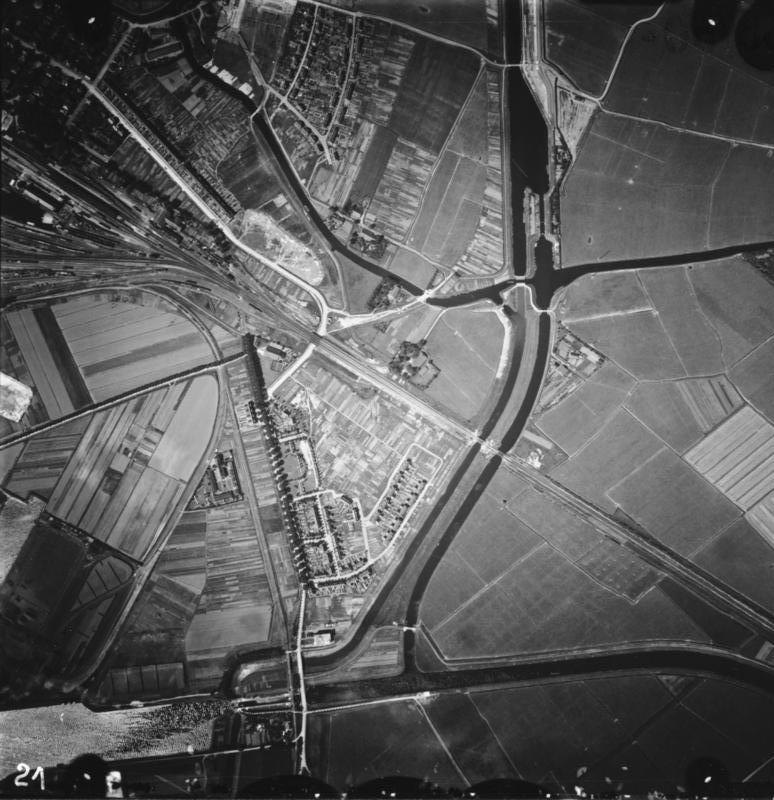
Ausschnitt Luftbild von vor 1942 – Die Vorarbeiten des Projektes Emder Umgehung sind immer noch deutlich zu erkennen

Der erste Emder Bahnhof entstand 1854 zusammen mit dem Bau der Hannoverschen Westbahn. Er wurde etwa zwei Kilometer östlich des heutigen Hauptbahnhofes im Städtischen Polder als Kopfbahnhof direkt vor dem damaligen Binnenhafen angelegt (vgl. Straßenname Am Südbahnhof). Das Empfangsgebäude wurde 1856–1858 nach Plänen des Architekten Conrad Wilhelm Hase errichtet, die Entwürfe für die Nebengebäude fertigte Albert Bolenius.
Mit der Aufnahme des Betriebs auf der Ostfriesischen Küstenbahn 1883 kam der erste Emder Bahnhof allerdings in eine Randlage, da die Küstenbahn aus Platzgründen bereits vor dem Bahnhof von der Westbahn abzweigte. Über Emden hinaus verkehrende Züge mussten zunächst rückwärts aus dem Sackbahnhof auf die Strecke geschoben werden, bevor sie nordwärts zur Stadt Norden weiterfahren konnten. Daher begannen bereits Anfang des Jahrhunderts die Planungen zum Bau einer Emder Umgehungsbahn, die das Problem lösen sollte. 1905 nahm die Königliche Eisenbahndirektion Münster die Vorarbeiten auf. Zum 1. April 1913 wurde in Emden die Königliche Bauabteilung für die Umgehungsbahn unter dem Regierungsbaumeister Böhme eingerichtet. Der Sitz der Behörde befand sich in der Neue Straße 1. Bereits 1911 wies ein Zeitgenosse auf die Verschandelung des Landschaftsbilds durch die notwendigen Brücken und hohen Bahndämme hin, da die Bahngleise über mehrere Gewässer und Straßen geführt werden mussten. Für die Bauarbeiten „des zweiten Gleises auf der Strecke Emden-Abzweigung nach dem Außenhafen bei Emden (Ostfriesische Küstenbahn) und Verlegung dieser Bahn von der West- auf die Ostseite der Stadt Emden“ wurden daher auch Kosten von rund 1.500.000 Mark veranschlagt. Noch vor dem Ersten Weltkrieg wurde die Brücke über das Fehntjer Tief fast fertiggestellt. Für die geplanten Brücken über den Ems-Jade-Kanal, das Treckfahrtstief und das Hinter Tief wurden noch die Widerlager fertiggestellt. Dann allerdings unterbrach der Erste Weltkrieg das Projekt und nach dem Weltkrieg ruhten „die Bauarbeiten bis auf weiteres.“ Zum 15. Oktober 1920 löste die Eisenbahndirektion Münster die Bauabteilung Emden offiziell auf.
Zur besseren Unterscheidung erhielt der erste Bahnhof Emden zum 1. März 1938 die Bezeichnung Emden Süd. Die Gebäude wurden im Zweiten Weltkrieg stark beschädigt und nur teilweise wiederhergestellt. Nach Fertigstellung des neuen Hauptbahnhofes wurde der Personenbetrieb hier am 25. September 1971 eingestellt, das Empfangsgebäude kurz darauf abgebrochen. Nachdem auch der Rangier- und Güterbetrieb hier eingestellt worden war, wurden die Gleise 2005 entfernt, und es wurde ein Wohngebiet entwickelt.
Beim Bau der Ostfriesischen Küstenbahn wurde am westlichen Stadtrand Emdens die einfache Haltestelle Larrelter Straße nahe dem Bahnübergang der gleichnamigen Landstraße eingerichtet. Durch die Eröffnung der meterspurigen Kreisbahn Emden–Pewsum–Greetsiel, deren Bahnhof unmittelbar benachbart war, nahm der Verkehr hier ab 1899 weiter zu. Nachdem der Bau der Emder Umgehungsbahn 1920 endgültig eingestellt worden war, wurden Züge, die nicht in Emden begannen oder endeten, wegen der betrieblichen Unzulänglichkeiten des Emder Kopfbahnhofes zunehmend direkt über Haltestelle Larrelter Straße geführt. In den Jahren 1935/1937 wurde die Haltestelle daher zu einem Personenbahnhof ausgebaut, der am 4. Mai 1937 als Bahnhof Emden West den Betrieb aufnahm. Das geplante große Empfangsgebäude wurde aber nicht mehr errichtet.
Im Jahre 1971 begann der Ausbau von Emden West zum neuen Emder Hauptbahnhof. Seit dem Wechsel zum Winterfahrplan 1971/1972 am 26. September 1971 wird der gesamte Personenverkehr über diesen Bahnhof abgewickelt, der gleichzeitig die Bezeichnung Emden Hbf erhielt. Am 24. Mai 1973 wurde das neue Bahnhofsgebäude in Betrieb genommen.
Im September 2015 konnte der Emder Hauptbahnhof nach einer Umbauzeit von 15 Monaten wieder eröffnet werden. Der Bahnhof wurde im Rahmen des Programms „Niedersachsen ist am Zug! II“ (NiaZ 2) umfassend modernisiert. Die Deutsche Bahn, der Bund und die Landesnahverkehrsgesellschaft Niedersachsen (LNVG) investierten gemeinsam rund 7,4 Millionen Euro in den Umbau. Die drei Bahnsteige der Gleise 2 bis 6 wurden auf 76 Zentimeter erhöht, die Aufzüge und die Fußgängerüberführung wurden saniert. Die Bahnsteigüberdachungen der Gleise 3/4 und 5/6, die Treppenaufgänge und die Einhausung der Fußgängerüberführung sowie die Bahnsteigausstattung mit Uhren, Beleuchtungs- und Beschallungsanlagen wurden erneuert.

## Infrastruktur

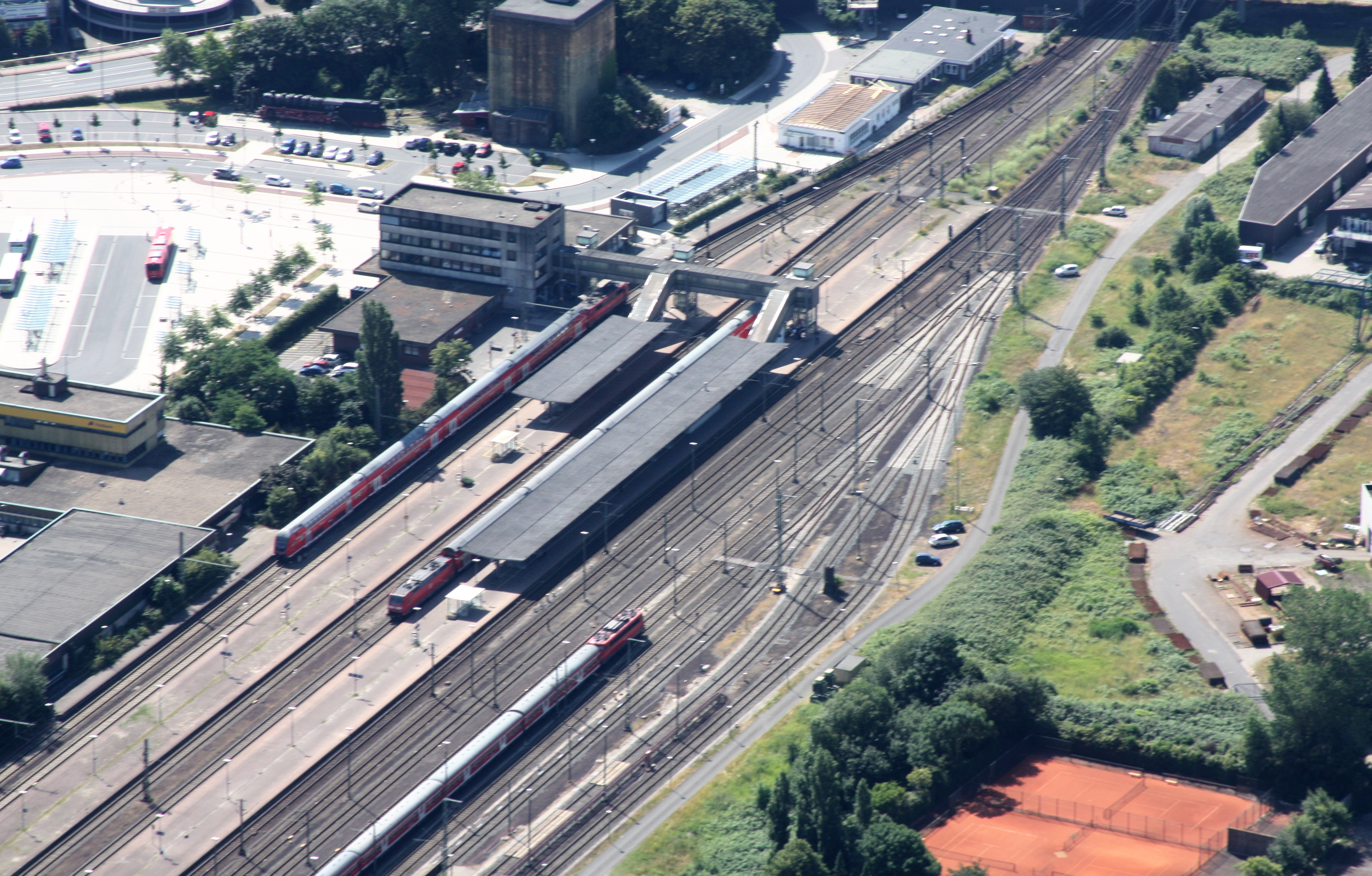
Luftaufnahme Emden Hbf 2010

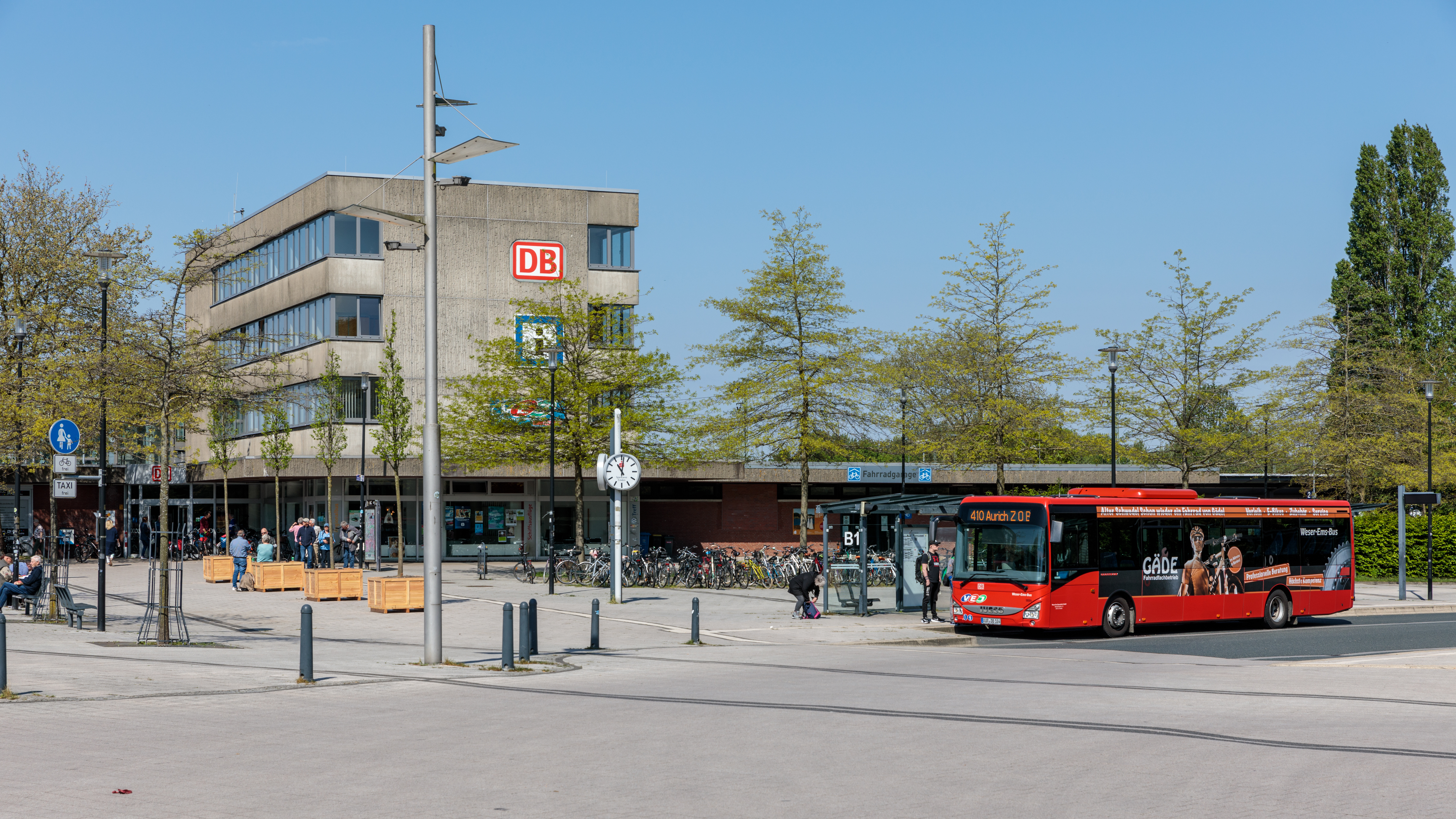
Emden Hbf und Busstation

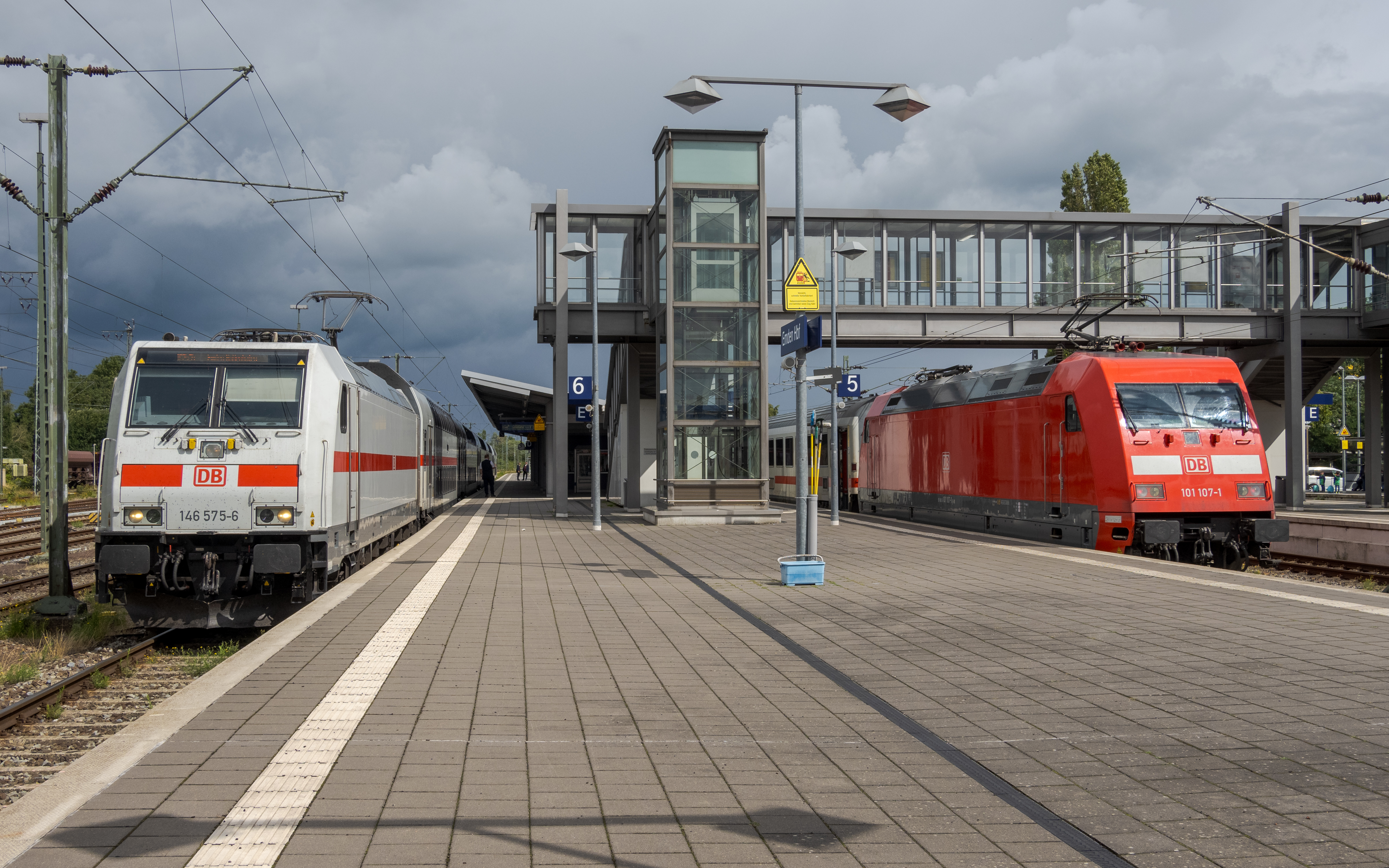
Emden Hbf ist InterCity-Bahnhof

Der Emder Hauptbahnhof verfügt über den Hausbahnsteig mit Gleis 2 und über zwei lange Mittelbahnsteige mit jeweils zwei Gleisen. Beide Bahnsteige haben eine Überdachung, die allerdings an Gleis 5 und 6 ursprünglich doppelt so lang war wie die an Gleis 3 und 4. Bei der Sanierung des Bahnhofs 2014/2015 wurde die Überdachung erweitert, so dass beide Überdachungen jetzt gleich lang sind. Die Mittelbahnsteige werden mit einer Überführung erreicht. Aufgrund der Untergrundverhältnisse in Emden mit vorherrschenden weichen (Marschboden) sind Unterführungen relativ aufwendig zu realisieren und dadurch kostenintensiv. 
Der Bahnhof und der Bahnhofsvorplatz mit dem Zentralen Omnibus-Bahnhof (ZOB) ist barrierefrei. Ein stufenfreier Zugang zu den Bahnsteigen wird durch Aufzüge sichergestellt. Die drei Bahnsteige der Gleise 2 bis 6 wurden auf 76 Zentimeter erhöht. Die Bahnsteige sind mit Uhren, Zuganzeiger, einem taktilen Bodenleitsystem sowie Beleuchtungs- und Lautsprecheranlagen ausgestattet.
Am Bahnhof sind Fahrradstellplätze und ein Taxenstand sowie eine kleine Schließfachanlage vorhanden. Weiterhin ist im Bahnhofsgebäude eine Bahnhofsmission untergebracht.
Der Zugang zum Bahnhof besteht lediglich vom Stadtteil Behördenviertel aus, nicht jedoch vom westlich gelegenen Constantia. Neben den Bahnsteiggleisen finden sich zahlreiche Abstellgleise.
Der Güterverkehr wird hauptsächlich im etwa 1500 Meter vom Personenbahnhof entfernten Bahnhofsteil Emden Rangierbahnhof abgewickelt.

## Zugangebot
Täglich fahren (bis Leer/Bremen mit Nahverkehrstickets nutzbare) Intercitys in Richtung Köln über Münster sowie nach Leipzig über Braunschweig. Regionalzugverbindungen bestehen nach Münster, Norddeich Mole und Hannover. Einzelne Intercitys verkehren von und nach Berlin und Cottbus. Samstags fährt ein ICE-Zugpaar von Stuttgart bzw. Karlsruhe nach Norddeich Mole. Züge zum Bahnhof Emden Außenhafen sind auf die Fähren und Katamarane der AG Ems nach Borkum abgestimmt.
| Linie  | Linienverlauf | Takt                 | Betreiber      | Eingesetzte Fahrzeuge                 |
| ------ | --- | -------------------- | -------------- | ------------------------------------- |
| ICE 47 | Norddeich Mole – Norden – Emden – Leer – Papenburg – Meppen – Lingen – Rheine – Münster – Recklinghausen – Wanne-Eickel – Gelsenkirchen – Duisburg – Düsseldorf – Köln Messe/Deutz – Siegburg/Bonn – Frankfurt Flughafen – Mannheim – Stuttgart/Karlsruhe Stand: Fahrplanwechsel Dezember 2024                                                                                                | ein Zugpaar samstags | DB Fernverkehr | ICE 3                                 |
| IC 35  | Norddeich Mole – Norddeich – Norden –/(Emden Außenhafen –) Emden – Leer – Papenburg – Meppen – Lingen – Rheine – Münster – Recklinghausen – Wanne-Eickel – Gelsenkirchen – Oberhausen – Duisburg – Düsseldorf – Köln Stand: Fahrplanwechsel Dezember 2024 | 120 min              | DB Fernverkehr | Twindexx-Doppelstockwagen + 147 (IC2) |
| IC 56  | Norddeich Mole – Norddeich – Norden –/(Emden Außenhafen –) Emden – Leer – Oldenburg – Bremen – Hannover – Braunschweig – Magdeburg (– Halle (Saale) – Leipzig) Zwischen Norddeich und Bremen ergänzen sich die jeweils zweistündlich verkehrenden Linien IC 56 und RE 1 zum Stundentakt im Nahverkehrstarif. Stand: Fahrplanwechsel Dezember 2021                                             | 120 min              | DB Fernverkehr | Twindexx-Doppelstockwagen + 146 (IC2) |
| RE 1   | Norddeich Mole – Norddeich – Norden – Marienhafe – Emden Hbf – Leer (Ostfriesland) – Augustfehn – Westerstede-Ocholt – Bad Zwischenahn – Oldenburg (Oldb) Hbf – Hude – Delmenhorst – Bremen Hbf – Bremen-Mahndorf – Achim – Verden (Aller) – Dörverden – Eystrup – Nienburg/Weser – Neustadt a Rübenberge – Wunstorf – Hannover Hbf Stand: Fahrplanwechsel Dezember 2024                      | 120 min              | DB Regio Nord  | Doppelstockwagen + 146.1              |
| RE 15  | Emsland-Express: (Emden Außenhafen –) (nur bei Schiffsverkehr) Emden Hbf – Leer (Ostfriesl) – Papenburg (Ems) – Aschendorf – Dörpen – Lathen – Haren (Ems) – Meppen – Geeste – Lingen (Ems) – Leschede – Salzbergen – Rheine – (Rheine-Mesum –)* Emsdetten – (Reckenfeld –)* Greven (← (Münster Zentrum Nord –)* Münster (Westf) Hbf * nur einzelne Züge Stand: Fahrplanwechsel Dezember 2023 | 60 min               | WestfalenBahn  | Stadler FLIRT 3                       |

Eingesetzte Fahrzeuge
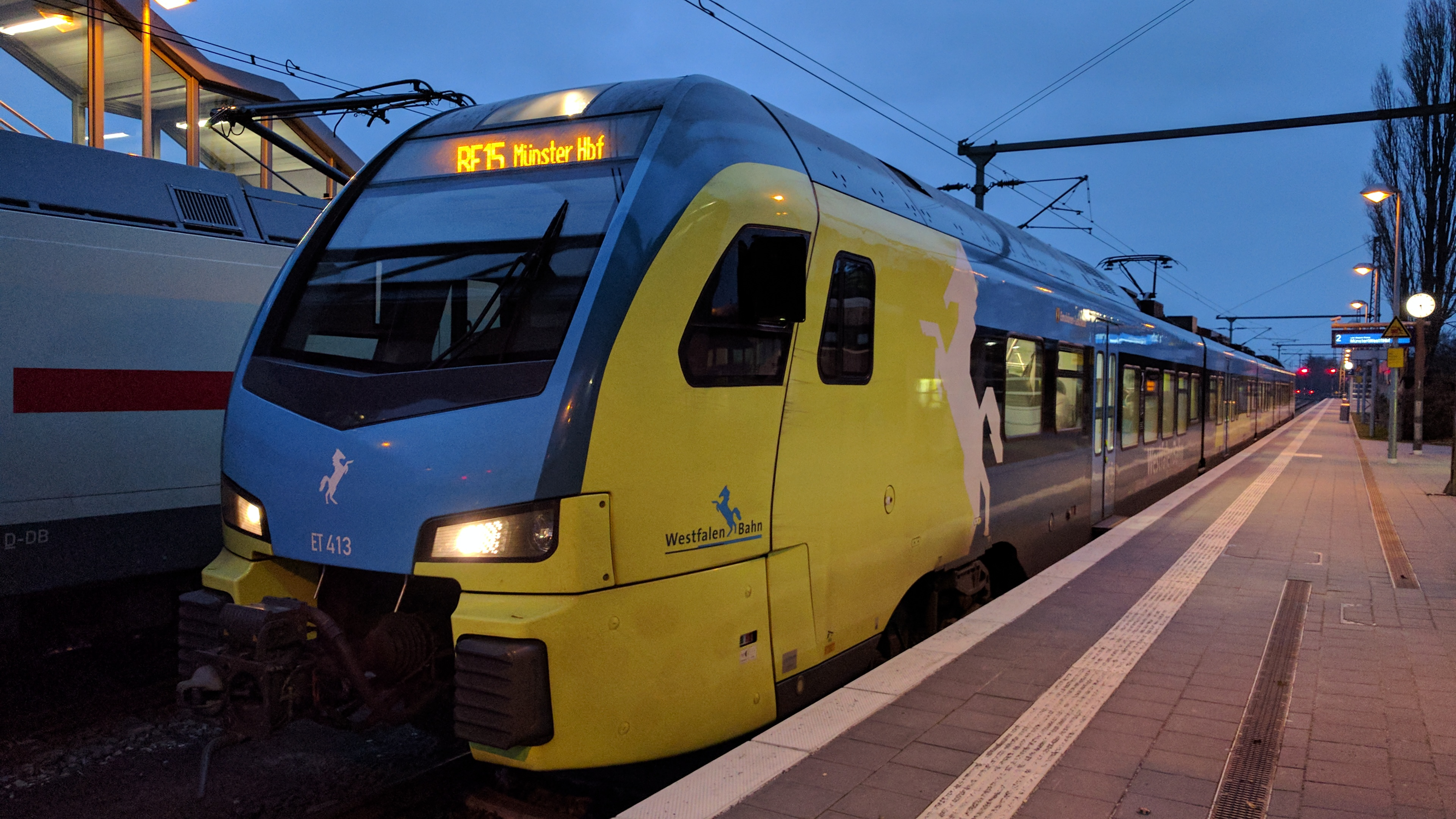
Der RE15 nach Münster Hbf mit einem FLIRT-3-Triebwagen
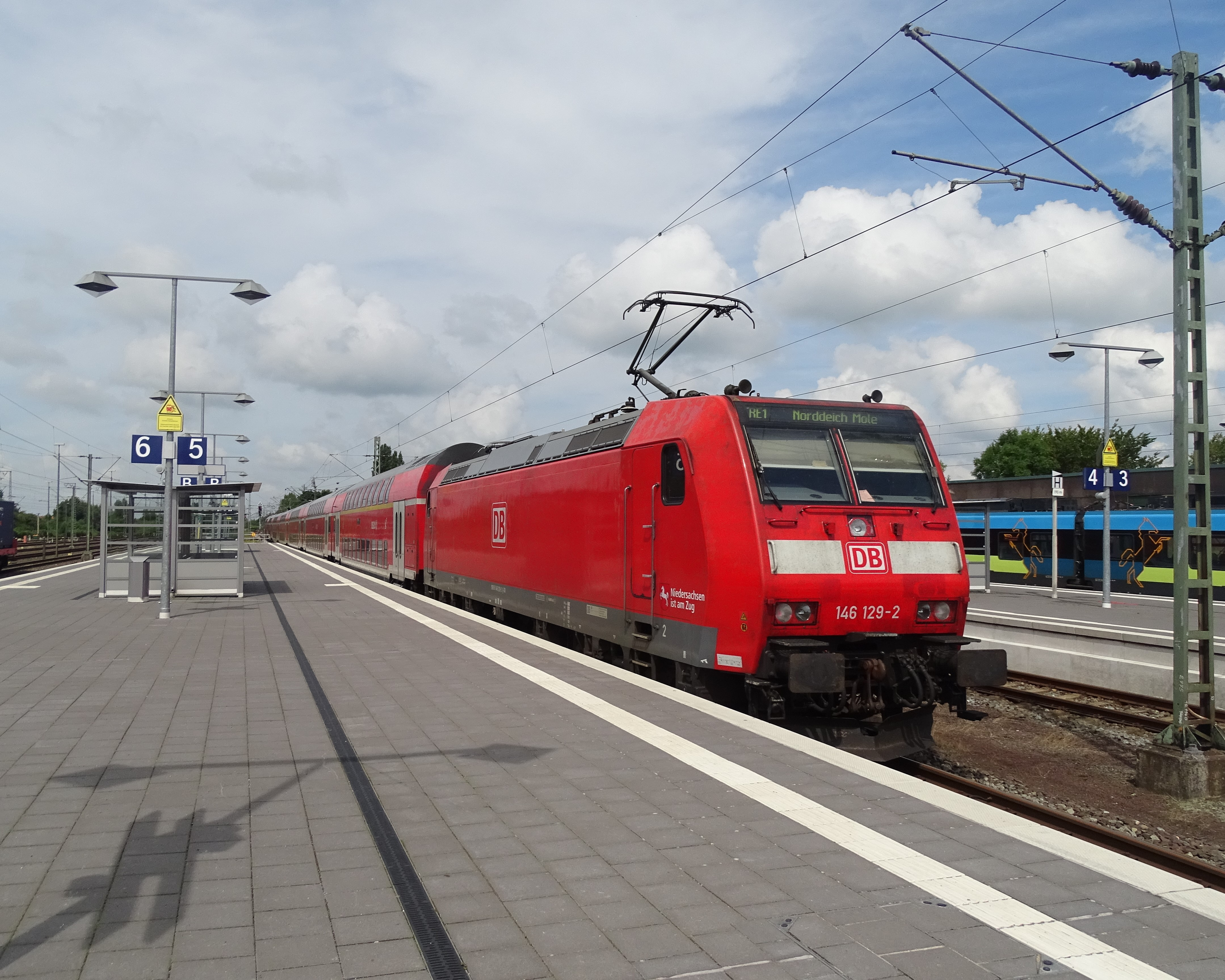
Der RE1 nach Norddeich Mole wird mit einer Lok der Baureihe 146 und sieben Doppelstockwagen erbracht
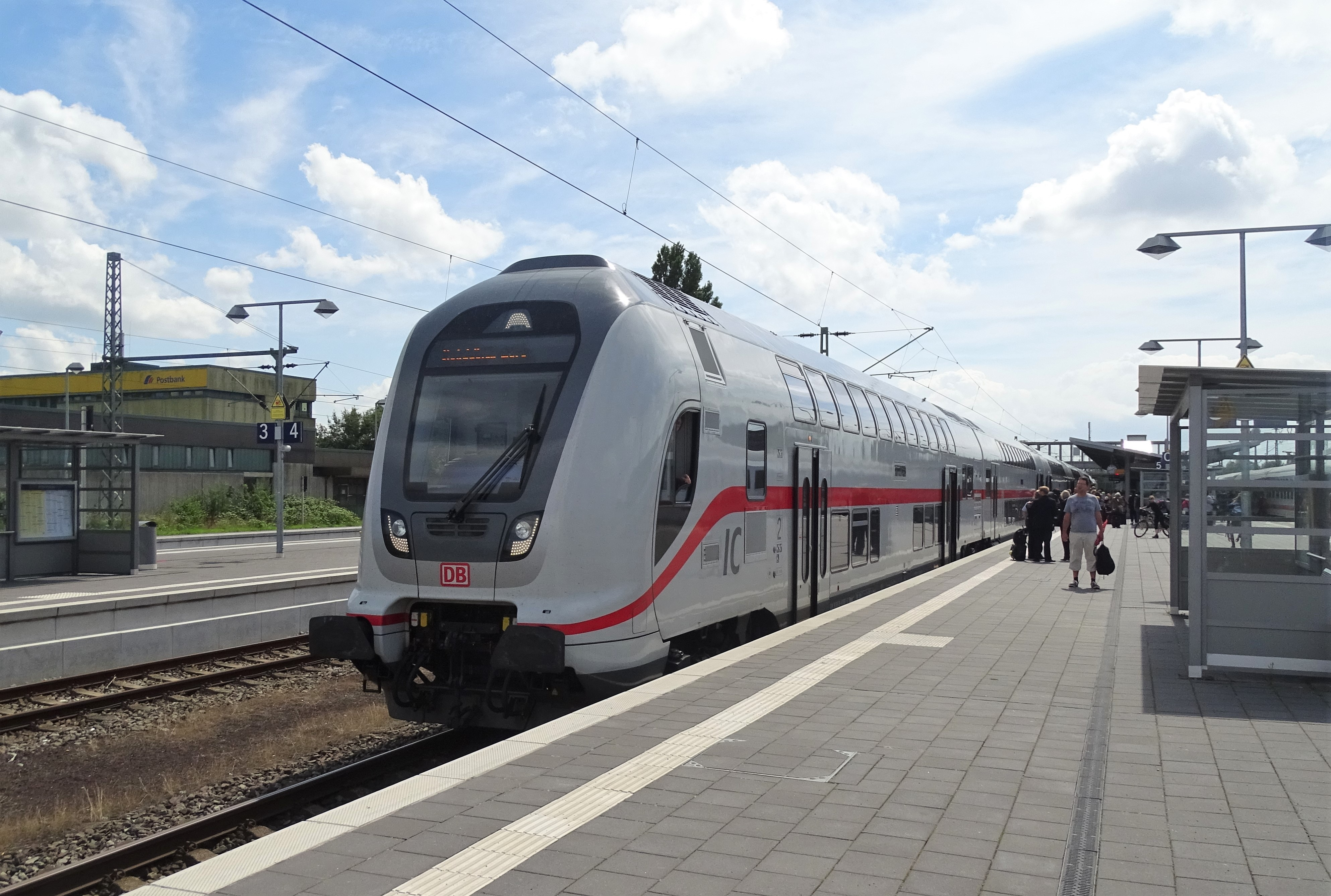
Auf den Linien 34, 35 und 56 kommen Twindexx-Garnituren zum Einsatz
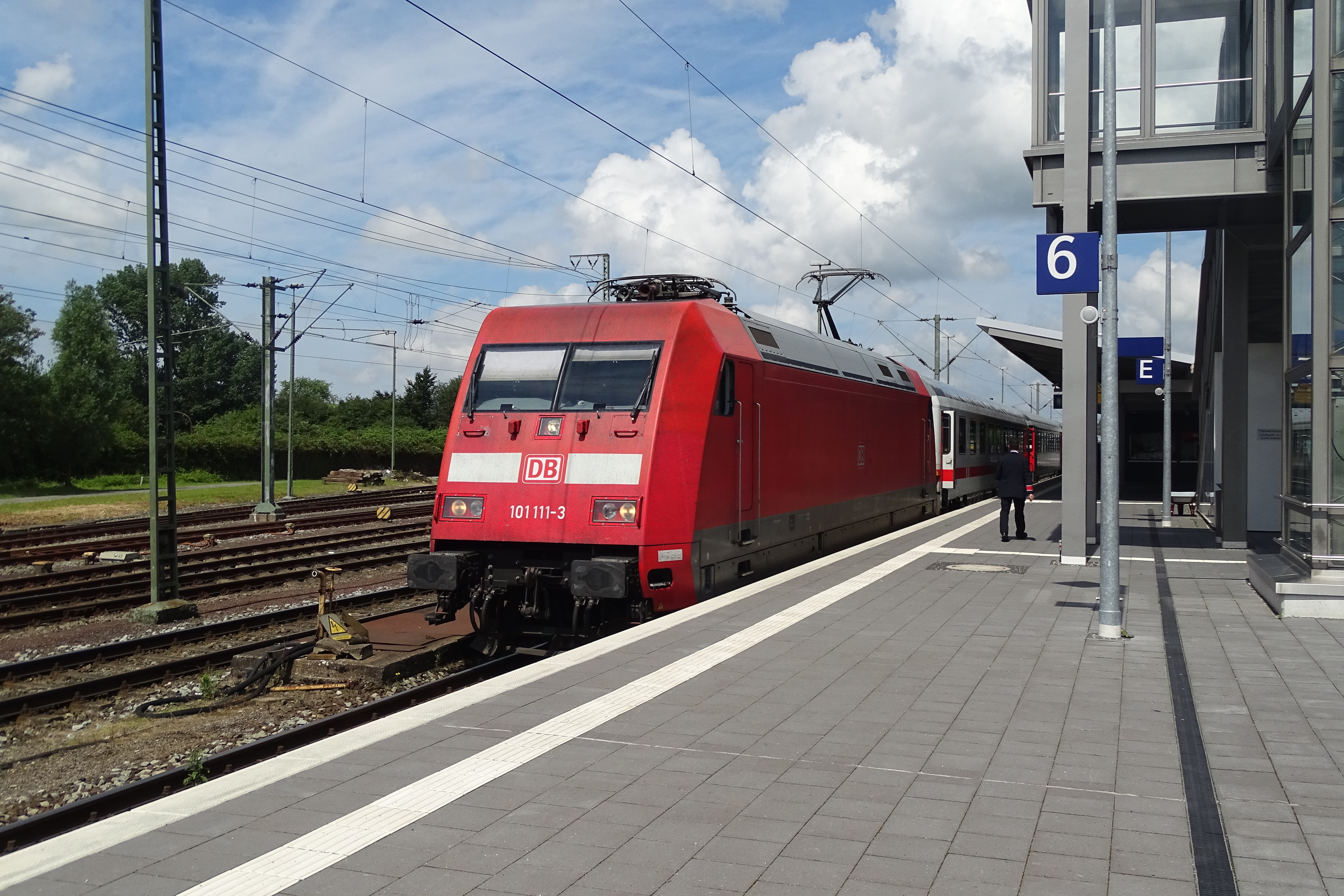
Auf der IC-Linie 35 kamen bis 2023 noch die klassischen IC-Züge zum Einsatz

## Öffentlicher Personennahverkehr
Der Zentrale Omnibusbahnhof (ZOB) von Emden ist der Knotenpunkt des ÖPNV. Die regionalen Buslinien 410, 421, 422 und 450 fahren den ZOB an.

## Denkmallokomotive

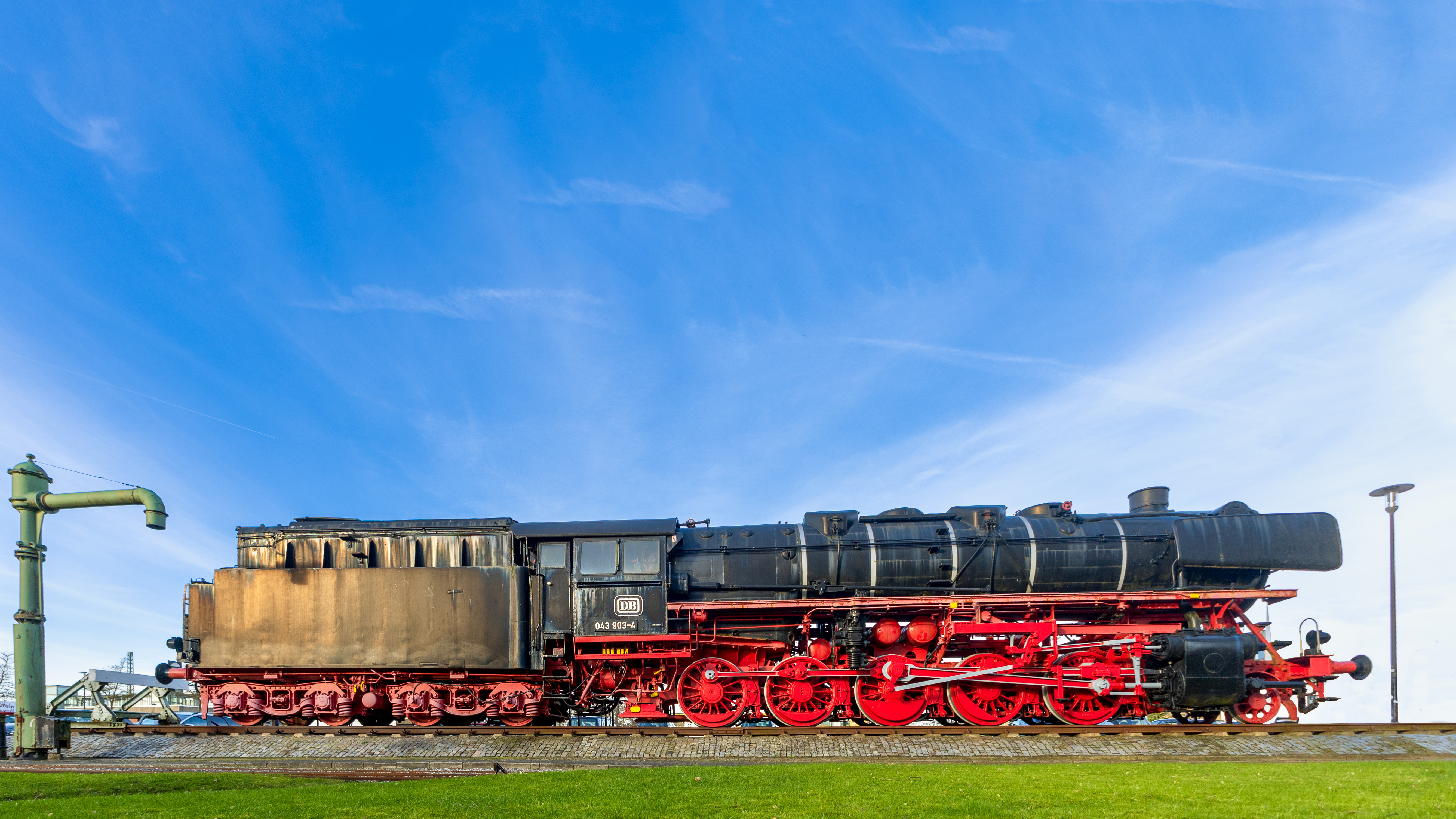
Dampflok der Baureihe 44 mit Ölfeuerung am Bahnhofsvorplatz Eine weitere Lok befindet sich am Bahnhof Salzbergen.

Auf dem Bahnhofsplatz vor dem Emder Hauptbahnhof steht seit dem 6. Dezember 1980 eine Dampflok der DR-Baureihe 44. Die Güterzug-Lokomotive mit der Bezeichnung 043 903-4 wurde 1943 von der Compagnie Genérale de Construction de Locomotives Batignolles-Chatillon in Nantes-St. Joseph, im besetzten Frankreich unter der Fabriknummer 695 gebaut. 1943 fuhr die Lok als 44 903 mit unterschiedlichen Einsatzorten für die Deutsche Reichsbahn. Ab Juni 1974 gehörte die Lok zum Bahnbetriebswerk Emden. Am 26. Oktober 1977 absolvierte die 043 903-4 ihre letzte Fahrt von Oldersum nach Emden Rbf. Diese letzte Fahrt war gleichzeitig auch die letzte planmäßig mit Dampflok beförderte Zugleistung der Deutschen Bundesbahn. Am 6. Dezember 1978 konnte der neu gegründete Verein Arbeitskreis zur Aufstellung und Erhalt einer Denkmallok e. V. die Lok erwerben und bereitete sie für die Nachwelt her.

## Zitat
Bundesweit bekannt wurde der Bahnhof Anfang der 1990er Jahre. In einer Kolumne für die Satirezeitschrift Titanic hatte der deutsche Schriftsteller und Kolumnist Max Goldt ein unschönes Foto des damaligen Hauptbahnhofs von Emden beigefügt und dazugeschrieben:

„Der Bahnhof von Emden braucht sich nicht hinter den Bahnhöfen von Stuttgart und Leipzig zu verstecken. Nett wäre es, wenn er es trotzdem täte.“